# عبدالرحمن بن علقمه لخمی
عبدالرحمن بن علقمه لخمی، یکی از فرماندهان مسلمانان در منطقه اندلس و فرانسه در قرن ۸ و والی شهر ناربون بود.
عبدالرحمن در زمان حکومت یوسف بن عبدالرحمن الفهری امیر اندلس که والی میان قحطانیان و مضریان بود حاکم ناربون شد.
عبدالرحمن شهسوار اندلس همیشه از مدافعین حضور اسلام در سرزمین گل بود.
وی پس از اختلاف میان عرب‌های شامی و بلدی و عدم پذیرش شکست توسط بلدی‌ها، و پیوستن بلدی‌ها به فرزندان عبدالملک بن قطن الفهری از پایگاه خود در شهر به آنها (که در پی انتقام خون پدر خویش بودند) اضافه شد.
در همین درگیری‌ها در برطوره توانست بلج بن بشر القشیری سر دستهٔ شامیان شورشی را به دست خود بکشد و شورش آنها را سرکوب کند.
عبدالرحمن در انتها توسط یاغی‌های شورشی در ناربون که بر علیه او قیام کرده بودند، کشته شد.